# Эйегон I Таргариен
Эйегон I Таргариен (другой вариант написания имени — Эйгон) по прозвищу Завоеватель — персонаж вымышленного мира, изображённого в серии книг «Песнь Льда и Огня» Джорджа Мартина и в сериале «Игра престолов», первый король Семи Королевств из валирийской династии Таргариенов. Используя трёх драконов, завоевал континент в ходе серии войн, основал Королевскую гавань, приложил усилия, чтобы превратить Семь королевств в единую страну. Все последующие Таргариены — его потомки. Исследователи считают историческими прототипами Эйегона датских викингов, пытавшихся завоевать Англию в IX веке.

## Биография
Эйегон принадлежал к валирийскому аристократическому роду, который примерно за сто лет до его рождения закрепился на Драконьем камне — небольшом острове в Узком море, у побережья Вестероса. Он был единственным сыном Эйериона Таргариена и Валейны Веларион. Кроме Эйегона, в этой семье родились дочери Висенья и Рейенис; кроме того, внебрачным сыном Эйериона считался Орис Баратеон. После смерти отца Эйегон унаследовал его владения. Он участвовал в войне между Вольными городами на западе Эссоса, но позже сосредоточил своё внимание на Вестеросе, который решил полностью завоевать. Армия Таргариенов уступала войску каждого из семи вестеросских королей по численности, но в её составе были три огнедышащих дракона — Балерион, Вхагар и Мираксес, на которых летали сам Эйегон и его сёстры.
Сначала Эйегон потребовал от всех лордов континента подчиниться ему. Когда этот приказ был проигнорирован, он высадился в Вестеросе и начал войну. Первыми были подчинены Речные земли (их правитель Харрен Чёрный сгорел вместе с только что достроенным Харренхоллом); затем Таргариены разгромили Штормового короля Аргилака, который погиб в схватке, разбили объединённые силы королей Простора и Западных земель (первый погиб, второй, принадлежавший к роду Ланнистеров, сдался). Аррены, правившие в Долине, и Старки, под властью которых находился весь Север, подчинились Эйегону без боя. Со всеми покорившимися Завоеватель обращался очень милостиво: они сохраняли свои владения и отказывались только от королевских титулов. Талли, заключившие с Эйегоном союз в самом начале войны, стали верховными лордами Речных земель, стюард Хайгардена из рода Тиреллов стал верховным лордом Простора, а власть над Штормовыми землями перешла к Орису Баратеону, женившемуся на дочери местного короля.
В Староместе Эйегон был помазан семью елеями и коронован как король андалов, ройнаров и первых людей, правитель всех Семи королевств Вестероса. Правда, седьмое королевство, Дорн, ему не подчинилось; много лет шла Первая Дорнская война, в которой этот южный и пустынный регион отстоял свою независимость. В дальнейшем до самой смерти Эйегона в Вестеросе царил мир. Король строил новую столицу, Королевскую гавань в устье Черноводной, регулярно объезжал свои владения и творил справедливый суд, прикладывал усилия к тому, чтобы сделать Вестерос единой страной. Он был женат на обеих сёстрах, Висенье и Рейенис, и вторая родила Эйениса, а первая — Мейегора Жестокого.

## В книгах
В романах из цикла «Песнь льда и огня» Эйегон только упоминается. Его деятельность описывается в псевдохронике «Мир льда и пламени» и более подробно — в книге «Пламя и кровь».

## В изобразительном искусстве
Эйегон и его сёстры изображены на картине российского художника Романа Папсуева. Американец Чейз Стоун изобразил короля с сёстрами в септе на Драконьем Камне, а также в тот момент, когда колено перед ним преклоняет Торрхен Старк. Майкл Комарк изобразил Эйегона в момент коронации, а также верхом на Балерионе и в тот момент, когда он читает письмо от принца Дорна с предложением мира; Марк Симонетти — во время атаки на Харренхолл.

## Оценки персонажа
Рецензенты констатируют, что с высадки Эйегона в Вестеросе начинается историческая эпоха. Всё, что было до этого события, — скорее область мифа и вымысла.
Эйегон изображён Джорджем Мартином как цивилизованный король, создавший систему правосудия в духе европейского средневековья. Он запретил частные войны и приказал вассалам обращаться за разрешением конфликтов к своему сюзерену; для великих домов арбитром стал сам король. Однако из описания, данного Мартином, следует, что наряду с такой системой существовала и другая, пронизывающая всё общество Вестероса: король постоянно объезжал континент и творил суд для своих подданных. Судя по упоминанию «крестьянского поля» как возможного места заседания, судил Эйегон в том числе и простолюдинов. Отсюда следует, что созданная им судебная система была более аморфной: лорды творили суд в своих владениях, но королевская власть вмешивалась в этот процесс, когда обладала физическими возможностями.
Историческими прототипами Эйегона стали, по-видимому, предводители датских викингов, которые в IX веке вели завоевание Англии.